# Никифор Дровняк

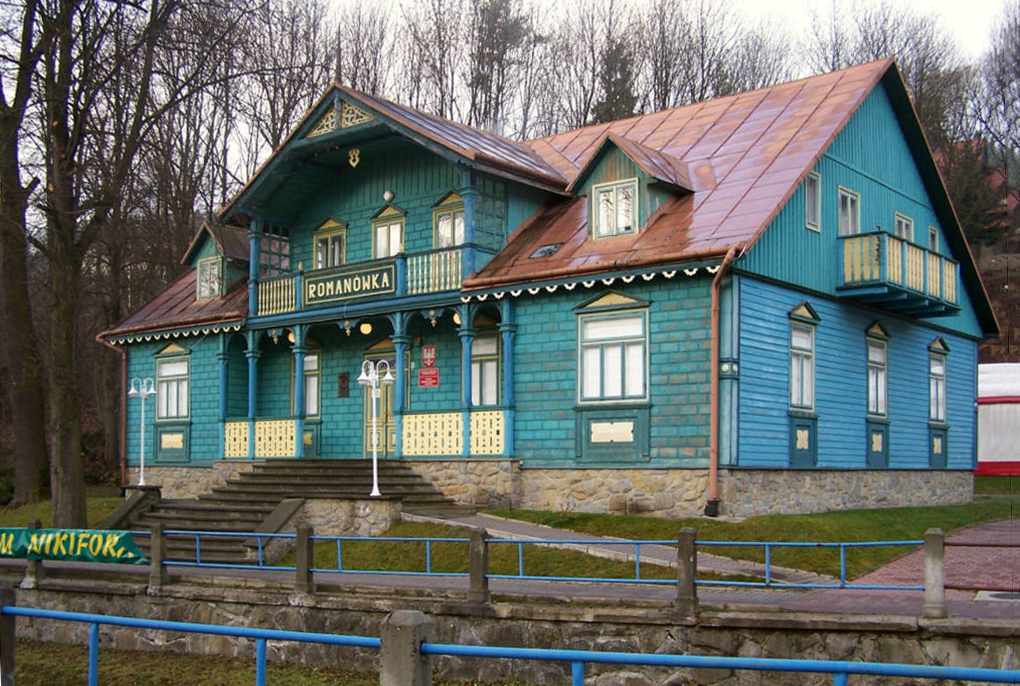
Музей Никифора Епіфанія Дровняка у місті Криниці

Епіфа́ній (Ники́фор) Дровня́к (21 травня 1895, Криниця — 10 жовтня 1968, Фолюш) — художник-примітивіст лемківського походження з міста Криниця, що на Лемківщині (нині територія Польщі).
Мав принаймні сімнадцять імен, під якими фігурував у мистецтвознавчих книжках цілого світу. Наприклад: «Никифор з Криниці», «Никифор Криницький», «Ян Криницький», «Матейко з Криниці», «Майстер з Криниці», «Лемко Никифор».
Як художника Никифора (лемко Н. Дровняк) світ відкрив 1932 року, коли в Парижі в галереї Леона Марселя експонувалася його виставка із двохсот малюнків. Цей захід організував Львівський народний музей імені Т. Шевченка. Митець-самоук був визнаний одним з найцікавіших з-поміж майже сорока своїх колег. Польський художник Єжи Вольф опублікував нарис «Маляр наївного реалізму в Польщі» («Аркада», 1938), і від того часу кілька десятків років Никифор був у центрі уваги і митців, і глядачів, яких захоплювала його самобутня творчість. Потім були виставки у Польщі. Але справжню славу митцю принесло експонування його робіт у Парижі 1959 року. Відтоді творчість Никифора набула світової популярності. За право вважати його «своїм» досі сперечаються офіційні особи кількох держав.
У своїх творчих пошуках Никифор керувався християнською філософією. Біблійна тема — одна з провідних у його малярстві (зокрема, серія «Молитовник»). Багатою є його спадщина й світської теми: Никифор розгорнув перед глядачами сотні картин, які розповідають про життя лемків та їхньої батьківщини — Лемківщини.

## Життєпис

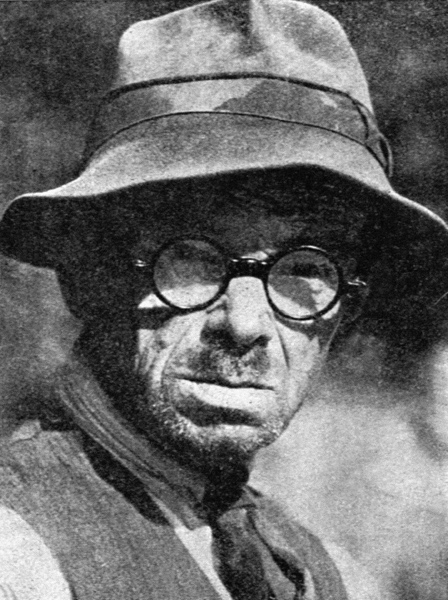
Никифор-Епіфан Дровняк

Народився 21 травня 1895 в містечку Криниця (Лемківщина), де тоді проживало понад 90 % лемків. Мати — німа лемкиня Євдокія Дровняк. Охрестили його Епіфаном на честь св. Єпіфанія Кіпрського, якого церква вшановує 12 травня.
Шкільна наука давалася Никифору важко. Навчання довелося полишити. Навчився хіба що писати друкованими літерами, трохи читати та рахувати. А ще малювати — спочатку грифелем на дошці, згодом олівцем на клаптиках паперу. За цей хист криничани іронічно прозвали Никифора Матейком.
Якось до Криниці приїхав львівський художник Роман Турин. Познайомившись із роботами Дровняка, митець був вражений побаченим. Пан Роман зібрав близько двісті творів Никифора та віддав до паризької галереї «Leon Marseille» на виставку українських, французьких та італійських художників, влаштовану в листопаді 1932 року Українським народним музеєм ім. Т. Шевченка. Никифора визнали як яскравого представника наївного малярства, прийняли до плеяди світових художників.

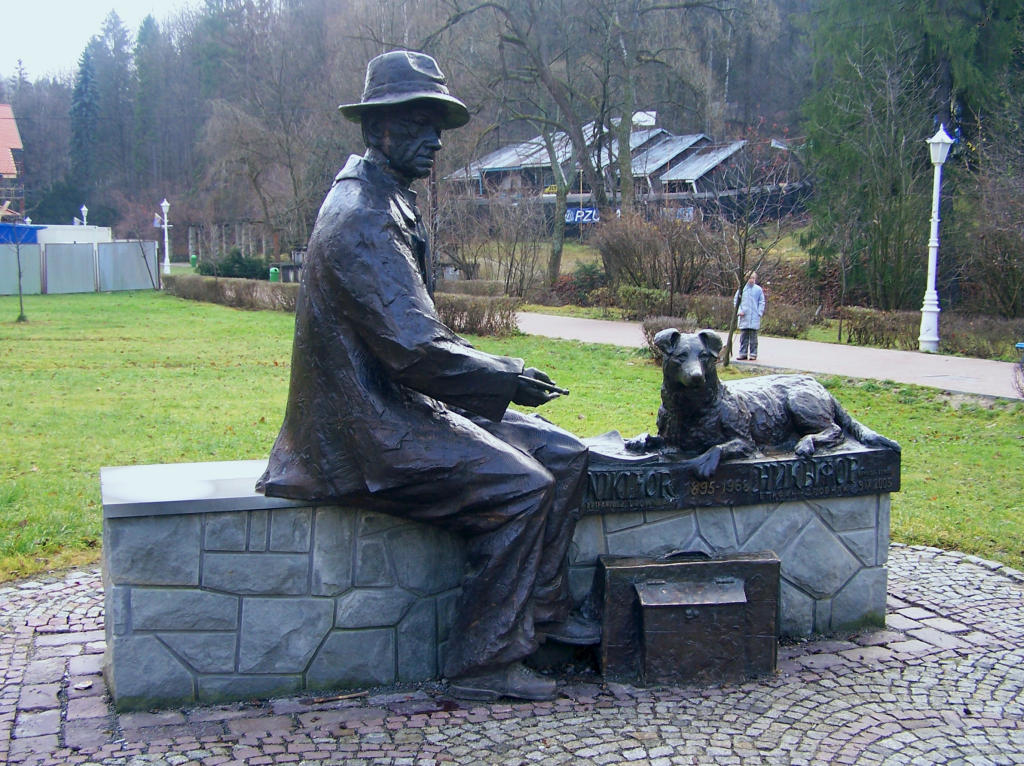
Пам'ятник Никифору-Епіфану Дровняку у Криниці, Польща

Творчістю Дровняка зацікавився польський художник Єжи Вольф. 1938 року він опублікував у часописі «Arkady» нарис «Маляр наївного реалізму в Польщі. Никифор», і це стало неначе другим входженням Никифора до світу мистецтва. Того ж року в Львові в щомісячнику «Українське юнацтво» (видавався Католицькою акцією української молоді «Орли») надруковано відгук на другу виставку, що проходила в червні — липні у львівському Будинку архітекторів під назвою «Виставка художника-самоука Никифора».
Під час акції Операція Вісла 1947 року Никифору довелося розділити долю всіх лемків Польщі. Чотири рази його висилали до Щецина, а він, долаючи пішки понад 700 км, повертався до рідної землі. Коли вкотре не вдалося Никифора переселити, вирішили змінити національність. Придумали йому ім'я Ян, прізвище дали Никифор.
31 грудня 1949 року у Варшаві відкрито персональну виставку «Виставка художніх робіт Яна Никифора з Криниці». Однак найбільшого розголосу набула виставка, що відбулася в Парижі 1959 року в галереї «Diny Vierny».
Картини художника експонувалися в Італії, Бельгії, Англії, Швейцарії, США, Бразилії, Ізраїлі, Югославії, Чехословаччині, багатьох містах Польщі, але перші чотири виставки зробили Никифора знаменитим і принесли йому світове визнання. Він дістає замовлення на картини, ікони; придбати його роботи мають за честь відомі європейські галереї; щоб познайомитися з художником, до Криниці їдуть безліч шанувальників, вони розкуповують картини Дровняка ще мокрими.
Від 1960 року Никифором опікується художник та фотограф із Криниці Мар'ян Влосінський, забезпечуючи підопічному житло, харчування, матеріали для живопису та медичне обслуговування.
Восени 1968 року Никифор їде до села Фолюш, де в місцевому будинку соціального забезпечення лікується від туберкульозу. Він хворів давно, голод, злидні та поневіряння не минули безслідно.
Хвороба прогресує. 10 жовтня 1968 року Никифор-Епіфан Дровняк помирає. Одну із останніх картин художник підписав «Найсвятіший Никифор». Гроші та майно перейшли до держави, картини стали власністю музею у м. Новий Сонч.

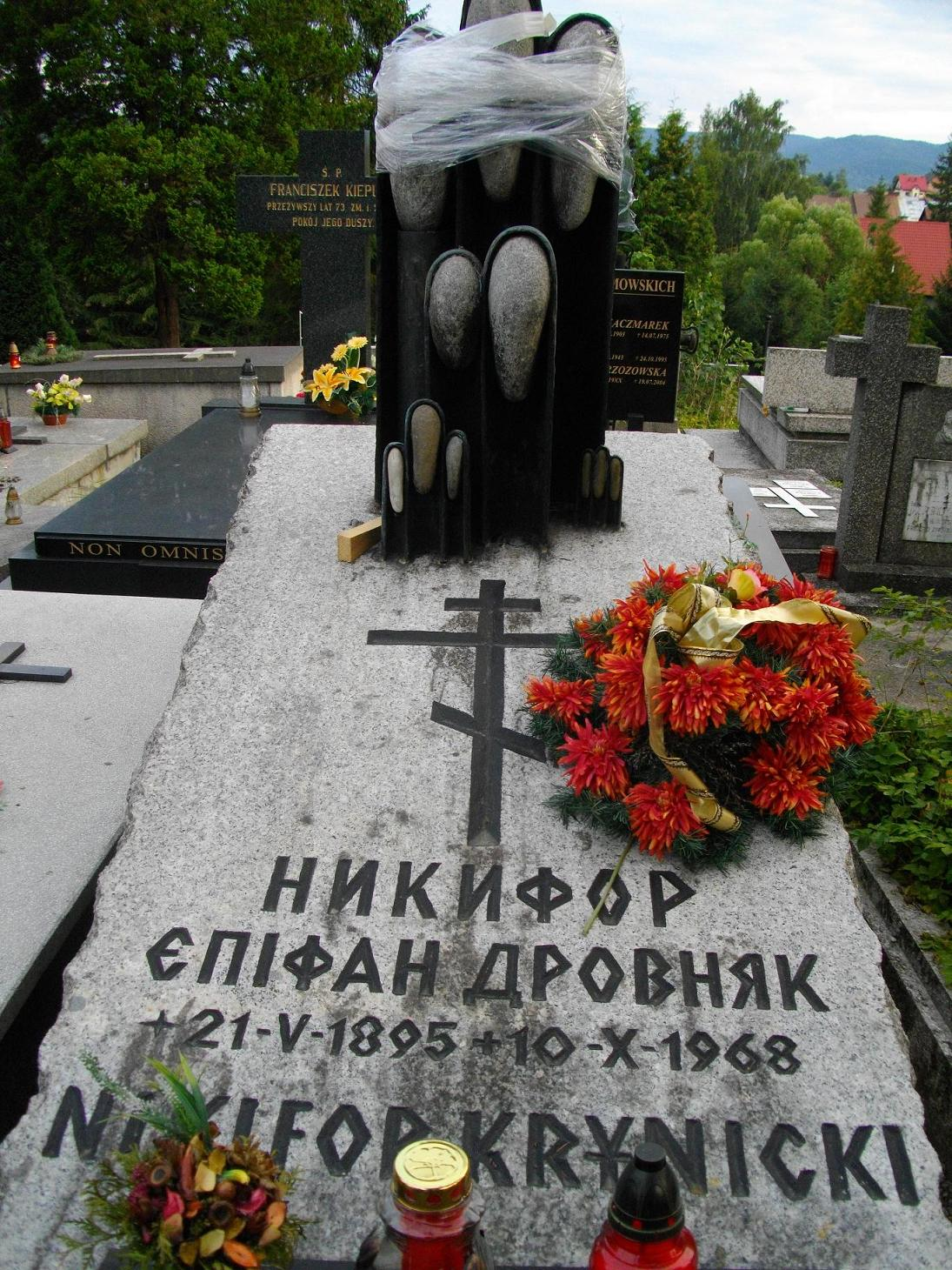
Могила Никифора в місті Криниця

## Оцінка доробку художника
Картини Никифора Дровняка порівнюють з найкращими зразками українського примітивізму XVI—XIX ст. — безіменними авторами «Козака Мамая», ікон і побутових портретів, малюнків на склі та дереворізів; його прізвище стоїть поряд з іменами Катерини Білокур, Ніко Піросманашвілі, Марії Примаченко, А. Руссо. Твори Никифора, написані під відчутним впливом українського народного мистецтва, вирізняються декоративною виразністю малюнку, тонким відчуттям колориту, контрастністю кольорів, ритмічністю. Дровняк ніколи не бував у мегаполісах, не літав аеропланами, проте на його картинах постають величні хмародери, цілі міста зображені з висоти пташиного лету; не був одружений, не мав романів із жінками, а малював вишукану… порнографію; «проєктував» квітучі міські квартали, перетворюючи похмурі сірі будівлі на розкішні букети з рослин і квітів.

## Виставки в Україні
Вперше твори Епіфанія Дровняка на території України представили 1965 року в Львові в Будинку архітектора. Її організатором був першовідкривач творчості художника Роман Турин.
Перша офіційна виставка творів Дровняка: 16.05–30.06.2013 р., Національний Музей українського народного мистецтва в Києві. Ініціатори: Артур Рудзицький та Збігнєв Воланін (директор Музею Никифора в Криниці).

## Ушанування
- 1968 року польський вокально-інструментальний ансамбль «No to co» випустив альбом «Nikifor», у якому є однойменна пісня[4].
- Не раніше, ніж у 1987 році на греко-католицькій церкві Святих апостолів Петра і Павла в місті Криниця-Здруй помістили меморіальну таблицю Никифорові Дровняку.
- 1995 року в Криниці-Здруї відкрито музей Никифора Дровняка[pl].
- 2004 року в Польщі знято художній фільм «Mój Nikifor» (режисер Кшиштоф Краузе).
- 2006 року в Львові на площі Музейній встановили пам'ятник Никифорові Дровняку.
- 2011 року польський поет Януш Шубер видав поетичну збірку «Powiedzieć. Cokolwiek z 2011», у якій є вірш «Nikifor».
- 2020 року вулицю Димитрова у Києві було перейменовано на честь Никифора Дровняка[5].

## Фотографії

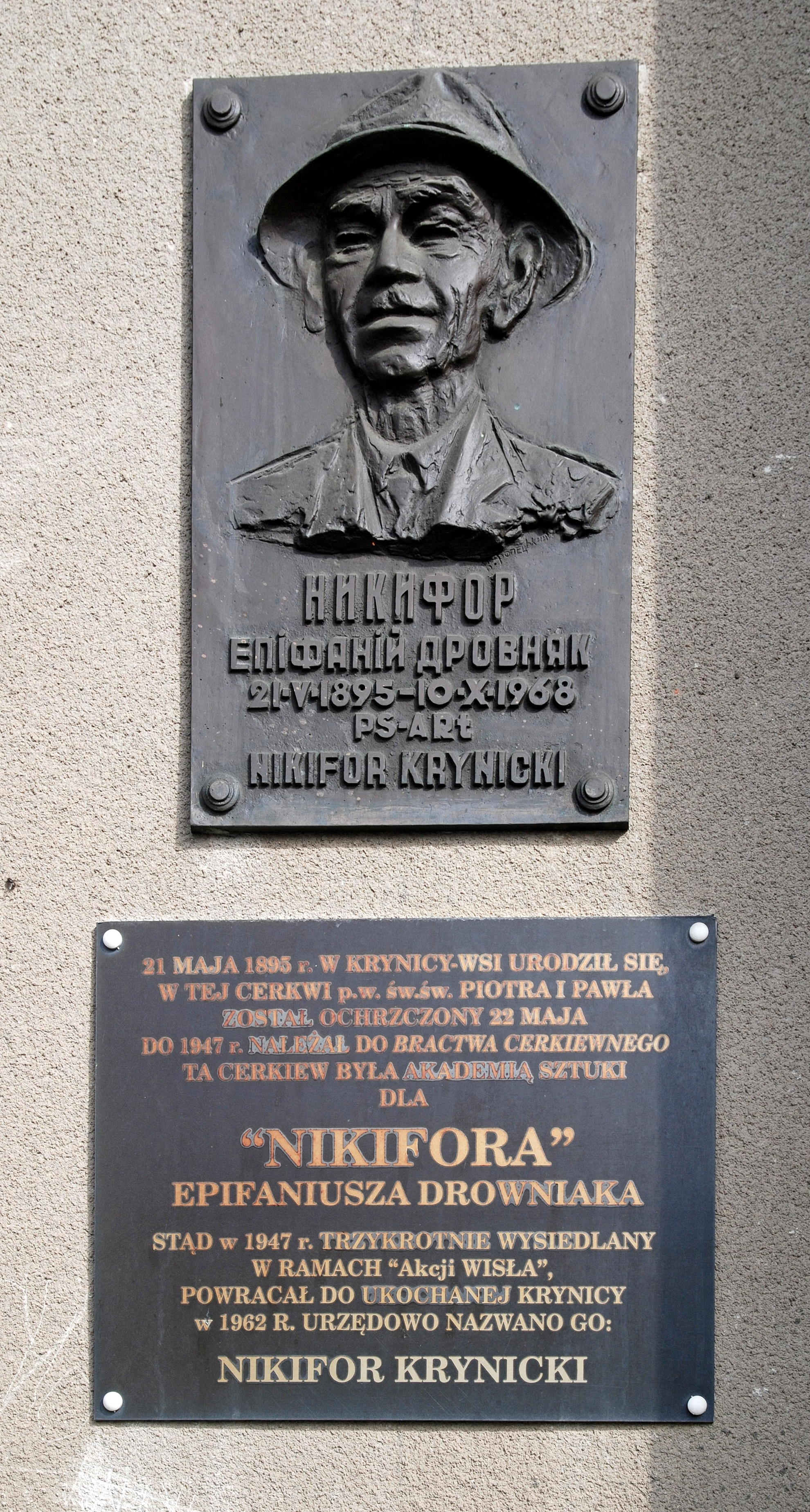
Меморіальна таблиця Никифорові Дровняку на греко-католицькій церкві Святих апостолів Петра і Павла в Криниці.
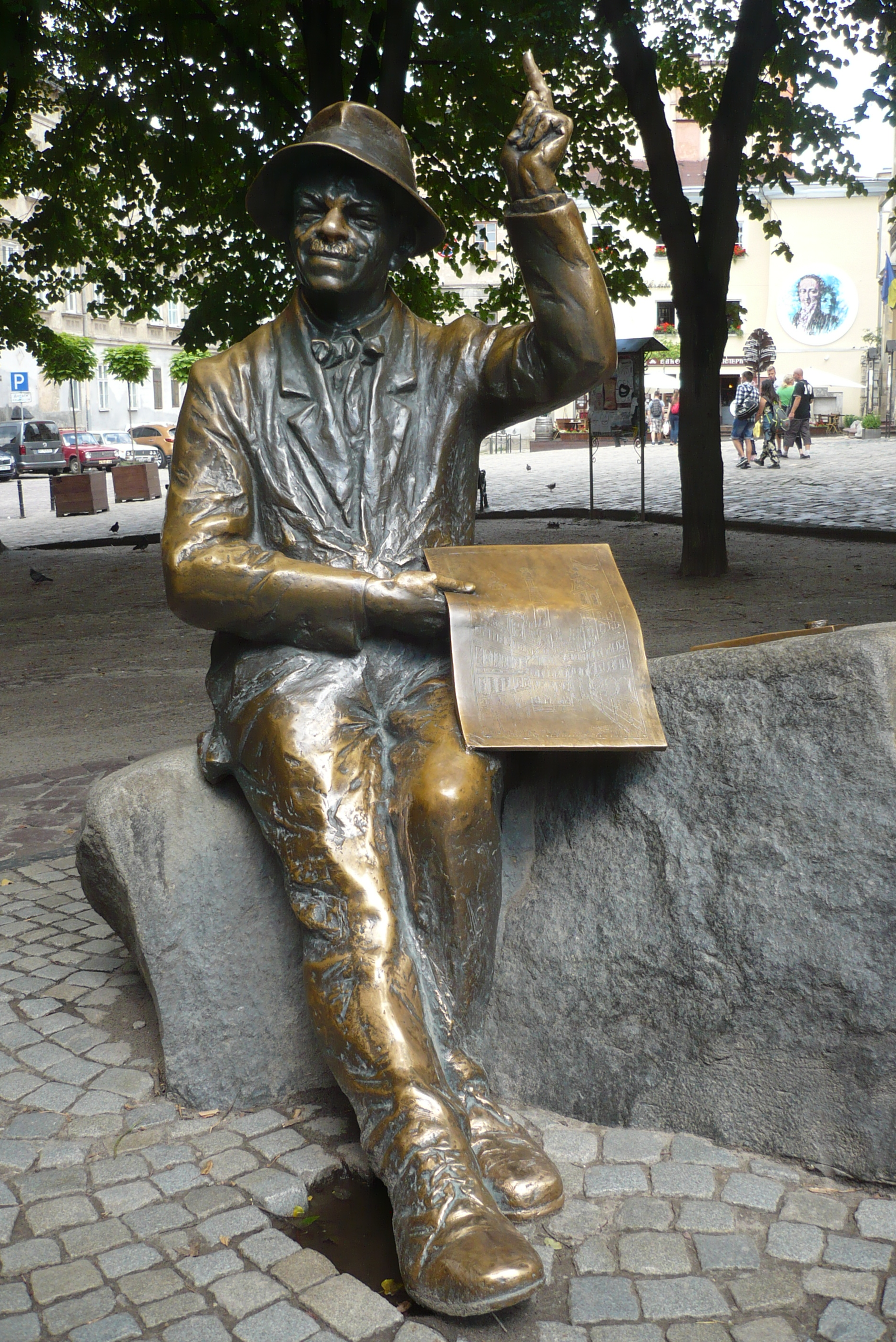
Пам'ятник Никифорові у Львові.